# Avenue Christophe-Colomb
Pour les articles homonymes, voir Christophe Colomb (homonymie).
L'avenue Christophe-Colomb est une artère de Montréal.

## Situation et accès
D'orientation nord-ouest / sud-est et d'une longueur d'environ 8,5 km, elle traverse les arrondissements Le Plateau-Mont-Royal (quartier Plateau Mont-Royal), Rosemont-La Petite-Patrie, Villeray-Saint-Michel-Parc-Extension et Ahuntsic-Cartierville. Essentiellement résidentielle au sud de la rue Villeray, elle prend ensuite la forme d'un large boulevard urbain.
- Au sud, l'avenue Christophe-Colomb commence à la hauteur de la rue Rachel, à proximité du parc Lafontaine. Elle prolonge la rue du Parc-Lafontaine.
- Elle est interrompue par le Parc Sir-Wilfrid-Laurier entre l'avenue Laurier et la rue Saint-Grégoire sur une longueur de 400 mètres.
- Au nord, elle s'achève à la hauteur du boulevard Gouin, près du parc Louis-Hébert et de la rivière des Prairies.

## Origine du nom
Elle rend honneur à l'explorateur Christophe Colomb.

## Historique
Sa dénomination a été officialisée le 20 décembre 1897.

## Bâtiments remarquables et lieux de mémoire
- Parc Lafontaine
- Parc Sir-Wilfrid-Laurier
- Église Saint-Arsène
- Patro Le Prevost: centre sportif et de loisirs
- Parc Villeray
- Complexe sportif Claude-Robillard
- Boisé de Saint-Sulpice
- Bibliothèque Le Prévost